# Vladimirovo (distrikt i Bulgarien, Montana)
Vladimirovo (bulgariska: Владимирово) är ett distrikt i Bulgarien.   Det ligger i kommunen Obsjtina Bojtjinovtsi och regionen Montana, i den nordvästra delen av landet, 90 km norr om huvudstaden Sofia.
Trakten runt Vladimirovo består till största delen av jordbruksmark. Runt Vladimirovo är det ganska glesbefolkat, med 36 invånare per kvadratkilometer.